# Hawker Tempest
Hawker Tempest je nasljednik nezadovoljavajuće Typhoon inačice. Pošto se u primarnoj ulozi kao lovac Typhoon pokazao lošim, Hawker je izradio nove planove za Typhoon Mk.II. Iz ovih planova proizilazi i Hawker Tempest s puno izmjena naspram prototipa Typhoon Mk.II te dobiva naziv Tempest. 
Prototip Tempest Mk.I je prvi put poletio 24. veljače 1943., točno tri godine poslije prototipa prethodnika Typhoon. Problemi s motorom Napier Sabre IV dovode do zamjene motora s inačicom Napier Sabre II. S novim motorom dolazi i nova inačica Tempest Mk.V od lipnja 1943. Ukupno se od serije Mk. V izrađuje 805 zrakoplova. Inačica Mk.II dolazi s Centaurus motorom koji zbog ugradnje okruglog hladnjaka donosi mogućnost prerade aerodinamičnih dijelova kojima je motor pokriven. Poslije Drugog svjetskog rata ova se inačica koristi kao F Mk.2 te ostaje do 1951. u službi. Indija je 1946. kupila 89 a Pakistan 1947. 24 komada ovog lovca-bombardera.

## Tehničke karakteristike (Tempest V)
Osnovne karakteristike
- dužina: 10,26 m
- raspon krila: 12,49 m
- površina krila: 28 m2
- visina: 4,90 m

Letne karakteristike
- najveća brzina: 708 km/h
- dolet: 1.190 km
- brzina penjanja: 23,9 m/s
- najveća visina leta: 11.125 m
- specifično opterećenje krila: 184.86 kg/m2
- motor: 1× Napier Sabre IIA ili IIB ili IIC

## Vanjske poveznice
- www.hawkertempest.se
- Hawker Tempest - wwiiaircraftperformance.org   Arhivirana inačica izvorne stranice od 11. siječnja 2018. (Wayback Machine)